# اگوینیگا
اگوینیگا (به اسپانیایی: Aguíñiga) یک منطقهٔ مسکونی در اسپانیا است که در استان آلابا واقع شده‌است.

## خصوصیات
اگوینیگا ۲۷ نفر جمعیت دارد.